# Fitz Hugh Lane

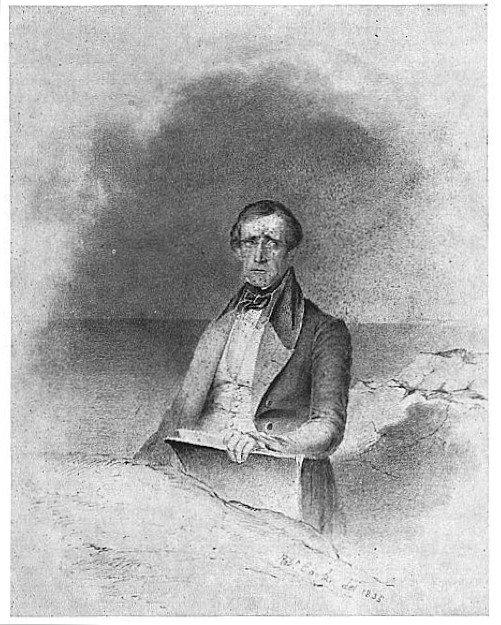
Fitz Hugh Lane, Zeichnung von Robert Cooke, 1835

Fitz Hugh Lane (* 18. Dezember 1804 in Gloucester, Massachusetts; † 13. August 1865 ebenda), vor seiner offiziellen Namensänderung im Jahr 1831 Nathaniel Rogers Lane, war ein amerikanischer Maler und Lithograf, der vor allem für seine Schiffsporträts bekannt wurde. Er gilt als einer der zentralen Maler des Luminism, den er etwa zur gleichen Zeit entwickelte wie die Maler der Hudson River School.

## Leben und Werk
Fitz Hugh Lane wurde 1804 in Gloucester an der Küste von Massachusetts geboren. Er musste, wahrscheinlich aufgrund einer Erkrankung an der Kinderlähmung im Alter von zwei Jahren, bereits als Kind an Krücken gehen. Als Jugendlicher begann er mit dem Malen und Zeichnen und 1832 arbeitete er für kurze Zeit bei einem Lithografen in Gloucester. Im gleichen Jahr begann er eine Ausbildung in Boston bei William S. Pendleton, der das größte Lithografieunternehmen Bostons betrieb, und blieb dort bis 1837. Während dieser Anstellung fertigte er Lithografien für Noten und Landschaftsbilder an.
Lane lernte in Boston das Werk des englischen Marinemalers Robert Salmon kennen, der ebenfalls hier lebte und bei Pendleton arbeitete. Er begann 1840 selber damit, Ölbilder nach Salmons Vorbild zu malen, und konnte 1841 sein Werk Scene at the Sea (Verbleib unbekannt) im Bostoner Athenaeum ausstellen. Dieses Museum zeigte Lanes Bilder ab 1845 regelmäßig. Bis Mitte der 1840er Jahre konzentrierte sich Lane auf Hafenansichten, Landschaftsbilder und Schiffsporträts, wobei er sowohl als Maler wie auch, gemeinsam mit John W. Scott, als Lithograf tätig war. 1848 erfolgte ein erster Verkauf an die Art Union in New York City, die später weitere Bilder von ihm kaufte. Im gleichen Jahr reiste er erstmals nach Maine, dessen Landschaften vor allem um Cape Ann neben Gloucester später das Zentrum seines Werks ausmachten.

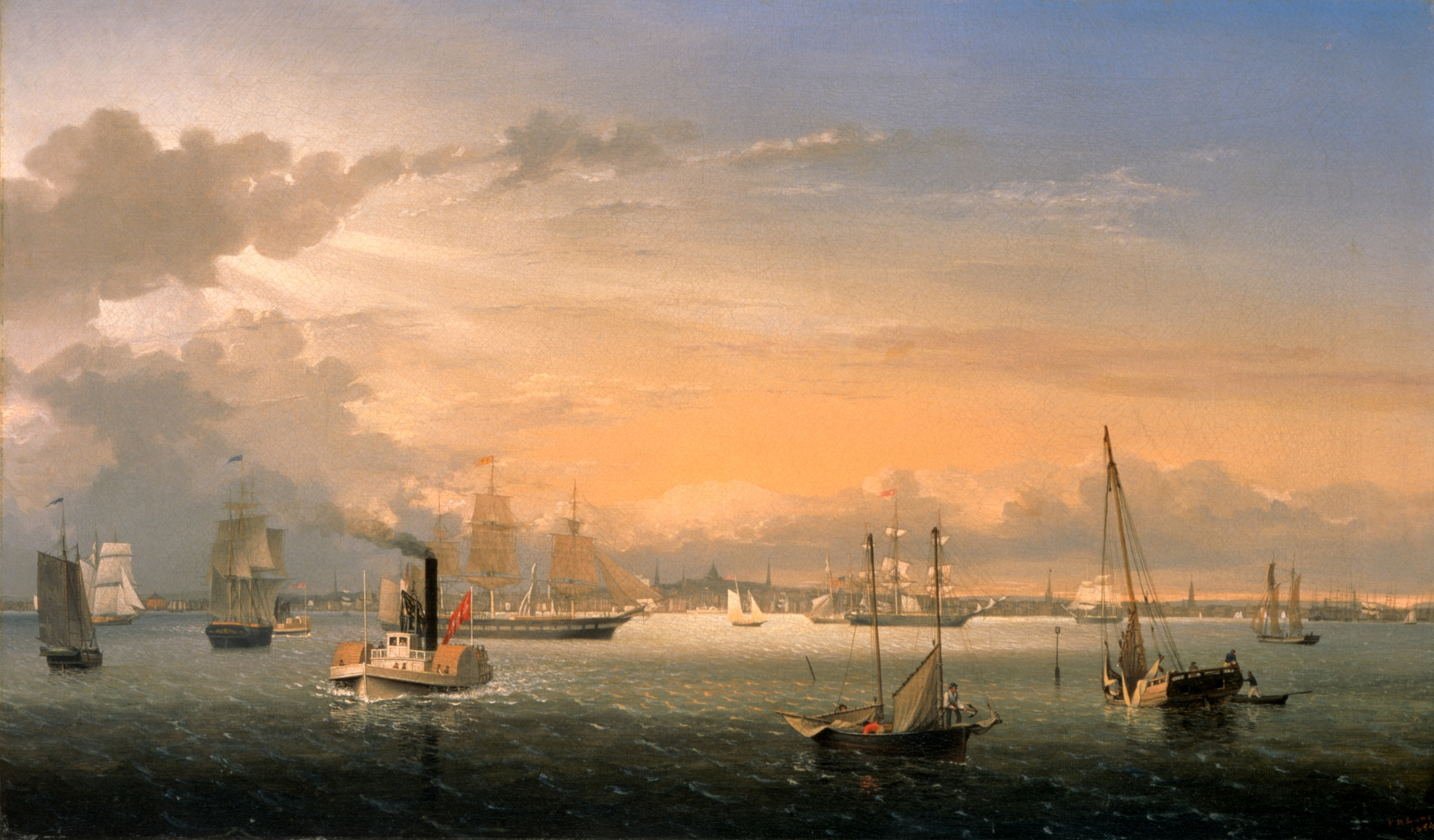
Boston Harbour, 1854

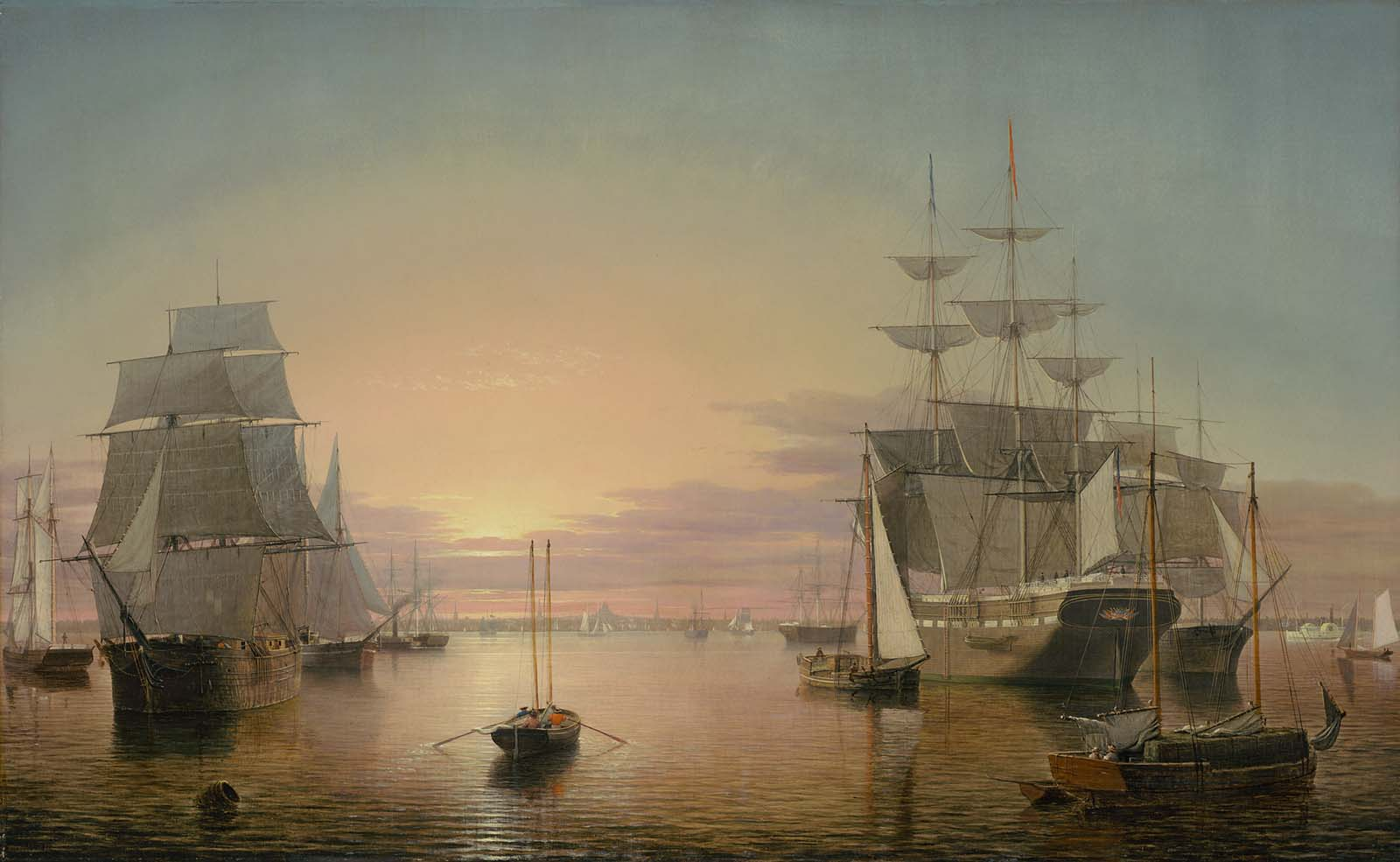
Boston Harbour, ca. 1850–1855

Im Jahr 1848 baute Lane gemeinsam mit seiner Schwester und ihren Mann ein Haus in Gloucester und kehrte an seinen Geburtsort zurück. Während der 1850er und 1860er Jahre entwickelte er seinen Stil weiter. In den 1850er Jahren malte er unter anderem eine Serie von Bildern des Bostoner Hafens. Seine Werke der 1850er Jahre zeichnen sich durch eine ruhige Komposition mit deutlich strahlenden Licht- und atmosphärischen Effekten aus, wie sie in den luministischen Werken der Hudson River School vorhanden sind, wobei ein äußerer Einfluss auf das Werk von Lane insgesamt kaum merkbar ist und sich Lane selbst kaum mit den Werken anderer Maler beschäftigte und auch nicht in Künstlerkreisen verkehrte. In den 1860er Jahren konzentrierte er sich wieder auf die Landschaften und Meeresansichten von Gloucester sowie Cape Ann in Maine, wobei er das Format der Bilder deutlich reduzierte und die Darstellung präziser gestaltete.
1864 verschlechterte sich der Gesundheitszustand und im August jenes Jahres erlitt er einen Herzinfarkt oder einen Schlaganfall, wahrscheinlich infolge eines Sturzes. Er starb am 13. August des Jahres. Zu seinen Lebzeiten gelangte er eigentlich nur zu lokaler Bedeutung, was dazu führte, dass er später weitgehend vergessen wurde. Erst mit dem neu erwachten Interesse an der amerikanischen Malerei des 19. Jahrhunderts in den 1940er Jahren sowie durch eine große Bilderspende des Sammlers Maxim Karolik 1949 an das Museum of Fine Arts in Boston mit zahlreichen Werken Lanes erwachte auch das Interesse an diesem Künstler neu.

## Bildauswahl

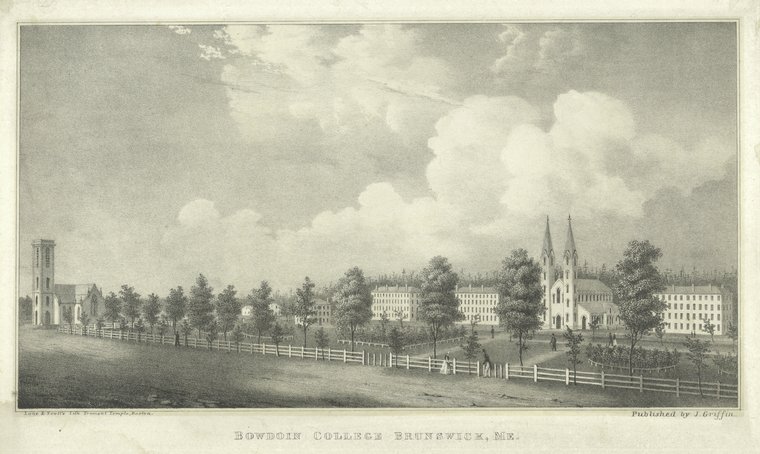
Lithografie des Bowdoin College, 1845
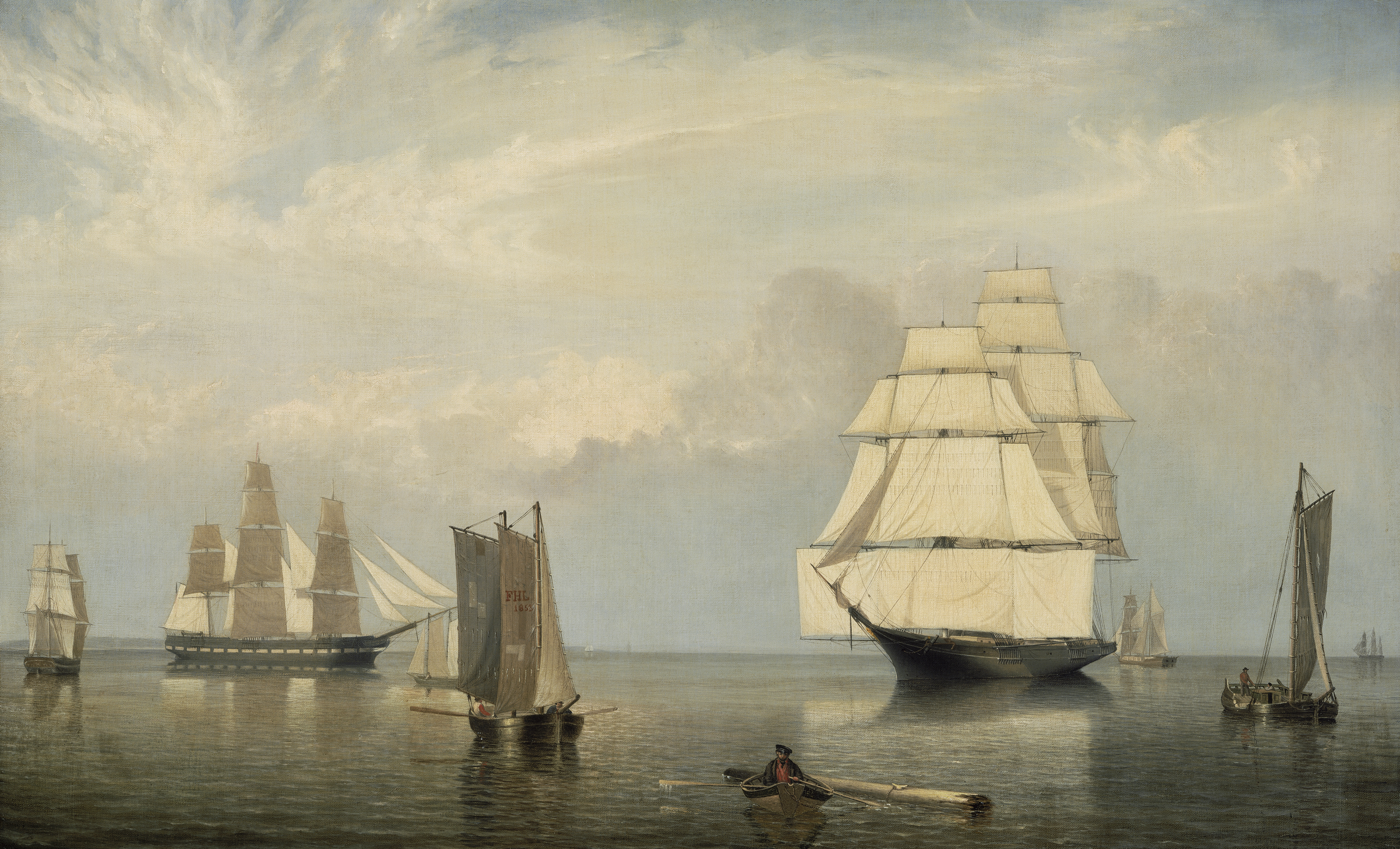
Salem Harbor, 1853
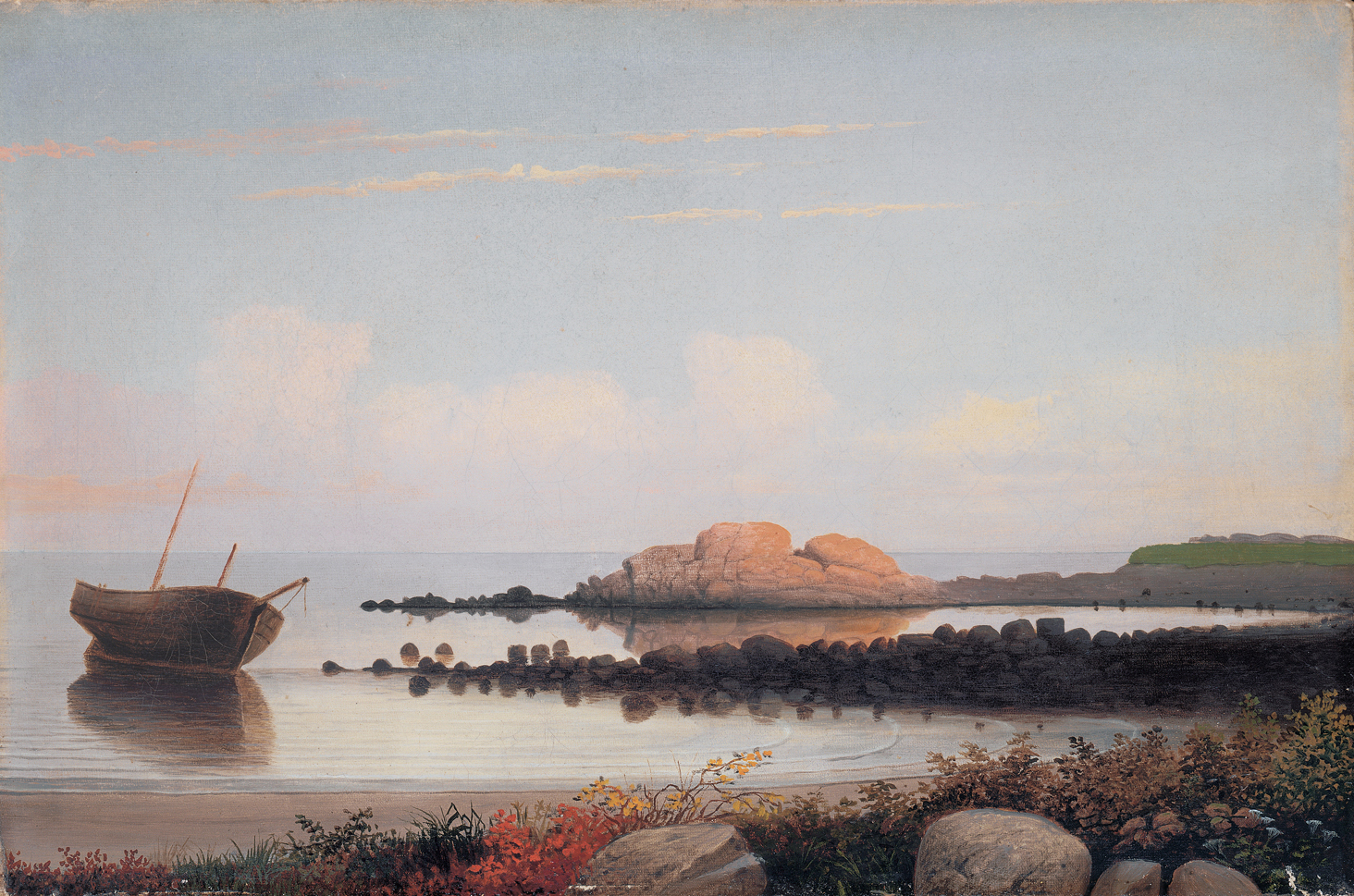
Brace's Rock, Eastern Point, Gloucester, Massachusetts, 1864
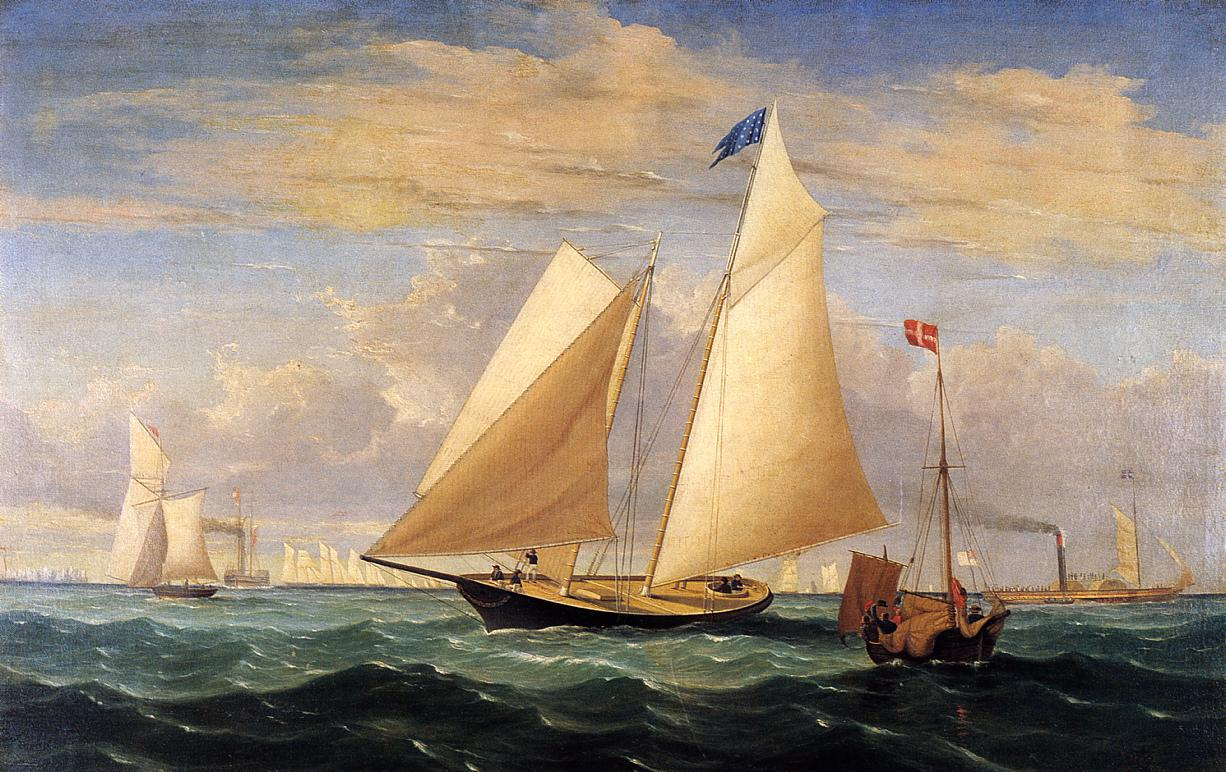
The Yacht 'America' Winning the International Race, 1851